# Sony Alpha 7R III
Die Sony Alpha 7R III (offiziell α7R III, Modellname ILCE-7RM3, Interchangeable Lens Camera with E-mount 7) ist eine spiegellose Systemkamera des Herstellers Sony. Sie gehört zur α-Baureihe mit Vollformat-Bildsensoren, wurde am 25. Oktober 2017 angekündigt und ist seit Ende 2017 im Handel erhältlich.

## Veränderungen gegenüber dem Vorgängermodell
Die Kamera ist die Nachfolgerin der Sony α7R II. Im Juli 2019 erschien das Nachfolgemodell, die Sony α7R IV.
Gegenüber der α7R II wurden viele Verbesserungen im Detail vorgenommen, insbesondere wurde ein Teil der Neuerungen des im Frühjahr 2017 vorgestellten Modells α9 übernommen. Dies zeigt sich bereits bei der Form des Gehäuses, die weitgehend übernommen wurde. Die etwas größeren Abmessungen schaffen Platz für ein zusätzliches zweites SD-Speicherkartenfach sowie für einen neuen, größeren Akku mit deutlich höherer Ladekapazität. Auch Form und Anordnung der rückseitigen Bedienelemente wurden gegenüber dem Modell α7R II verändert und dem Modell α9 angenähert; neu ist insbesondere ein Mini-Joystick zur Fokuspunkt-Steuerung. Das rückseitige, klapp- jedoch nicht schwenkbare Display ist erstmals ein Touchscreen, über den ebenfalls der Fokuspunkt ausgewählt werden kann (eine Auslösung oder die Bedienung der Menüs sind damit allerdings nicht möglich). Auch der elektronische Sucher wurde verbessert.
Im Inneren der Kamera arbeitet derselbe rückwärtig belichtete CMOS-Sensor mit 42 Megapixeln wie beim Modell α7R II. Durch Änderungen an der internen Signalverarbeitung wurde der Dynamikumfang des Sensors jedoch weiter verbessert, vor allem in den niedrigen ISO-Stufen.
Eine deutlich erhöhte Auslese- und Verarbeitungsgeschwindigkeit soll Serienaufnahmen mit 10 statt 5 Bildern pro Sekunde erlauben (gemessen wurden 6,6 Bilder pro Sekunde). Der Hybrid-Autofokus soll durch eine starke Erhöhung der Kontrastmesspunkte (425 statt 25 beim Modell α7R II) sowie eine schnellere Verarbeitung beschleunigt worden sein, und die Fünf-Achsen-Bildstabilisierung soll noch präziser arbeiten. Durch diese Neuerungen erreicht das Modell α7R III zwar nicht die Arbeitsgeschwindigkeit der vor allem auf Sport-Fotografen ausgerichteten α9, ist aber deutlich schneller als alle früheren spiegellosen Vollformat-Kameras von Sony. Ohne Entfernungsdifferenz ergeben sich mit einem Festbrennweitenobjektiv (Sony FE 85 mm f/1.8) bei der automatischen Entfernungseinstellung Auslöseverzögerungen von 0,06 Sekunden. Mit Entfernungsdifferenz von 8,5 Meter auf 1 Meter ergeben sich deutlich längere Einstellzeiten von 0,43 Sekunden.

### Pixelshift
Eine bei Sonys Kameras zuvor noch nicht zu findende Funktion ist der pixel shift multi-shot mode der α7R III für die Aufnahme von unbewegten Motiven mit unbewegter Kamera. Bei dieser Aufnahmetechnik nimmt die Kamera nacheinander vier jeweils um ein Sub-Pixel der Bayer-Matrix versetzte Bilder auf, die von einer speziellen Software zu einem einzigen Bild verrechnet werden können, das zwar keine höhere Pixelanzahl, aber deutlich verbesserte Bilddetails zeigt.

### Version ILCE-7RM3A
Seit April 2021 liefert Sony eine neue Version der α7R III aus, die den Modellnamen ILCE-7RM3A führt. Sie unterscheidet sich von der ursprünglichen Version durch eine höhere Auflösung des rückseitigen LCD-Displays (2,36 statt 1,44 Megapixel) sowie durch die Verwendung des schnelleren USB 3.2-Standards für den USB-C-Anschluss.

## Rezeption
Während das Vorgängermodell α7R II in Rezensionen teils als Durchbruch im Bereich der spiegellosen Systemkameras beschrieben wurde, sahen viele Tester in der α7R III v. a. eine konsequente Weiterentwicklung mit vielen kleineren Verbesserungen, die aus dem neuen Modell ein ausgereifteres Produkt machen. DPReview bezeichnete die Kamera als Mischung der besten Komponenten der α7R II und der α9. DxOMark sah den Sensor der α7R III trotz einiger Unterschiede auf Augenhöhe mit dem in Nikons Spitzenmodell D850. Der Fotograf Albert Dros bewertete die Kamera als gegenüber ihrem Vorgängermodell deutlich schneller und besser bedienbar, Trusted Reviews sah sie als „bisher beste spiegellose Kamera“ und als „eine der besten Kameras auf dem Markt“. Mit Stand Juli 2018 gehörte das Modell zusammen mit dem Schwestermodell α7 III bei der Stiftung Warentest zu den besten jemals getesteten Systemkameragehäusen.
Im August 2018 wurde das Modell von der European Imaging and Sound Association (EISA) als beste professionelle, spiegellose Systemkamera ausgezeichnet.